# Йерихов (фильм)
«Йерихов» (нем. Jerichow) — немецкий кинофильм режиссёра Кристиана Петцольда, вышедший на экраны в 2008 году. Является вольной адаптацией романа 
Джеймса Кейна «Почтальон всегда звонит дважды», ранее неоднократно экранизировавшегося.
Фильм участвовал в конкурсе 65-го Венецианского кинофестиваля.

## Сюжет
У Томаса, молодого человека, не так давно отслужившего в Афганистане, умирает мать. Он переезжает в её дом и решает остаться жить здесь. Однако деньги, отложенные им на ремонт, забирают бандиты, приехавшие выбить из Томаса долг. В результате он оказывается без денег и без работы и перебивается случайными заработками типа сбора урожая на полях. Однажды Томас оказывает услугу Али, турецкому бизнесмену, живущему неподалёку: Али пьёт, в том числе за рулём, и попадает в аварию, но Томас говорит приехавшему полицейскому патрулю, что за рулём был он. Вскоре Али приходит к Томасу и сообщает, что после очередного такого случая у него всё-таки отобрали права на вождение, и предлагает Томасу стать его водителем. Али владеет несколькими закусочными, которые объезжает каждый день. Его жена, немка Лаура, тоже работает на него, подготавливая заказы для развоза. Томас приступает к работе, и скоро между ним и Лаурой вспыхивает страсть, хотя они скрывают это от Али.
Али ревнует Лауру к одному из своих бизнес-партнёров и однажды, увидев, что она тайно ездит к нему, избивает её. Позже Лаура признаётся, что она не изменяла Али, но обманывала его, откладывая себе часть денег.
Али на несколько дней улетает в Турцию, где он якобы хочет купить дом. Эти дни Томас и Лаура проводят вместе у Томаса, скрываясь от соседей. Лаура рассказывает Томасу, что она два года сидела в тюрьме, и теперь на ней большой денежный долг банку. Когда она вышла замуж за Али, он согласился покрыть долг, но согласно брачному контракту это покрытие будет отменено в случае развода. Томас и Лаура обдумывают убийство Али, которое можно выдать за несчастный случай.
Али приезжает. По пути из аэропорта Лаура везёт его на берег моря, где уже прячется Томас: они хотят напоить Али и подстроить так, как будто он пьяный на машине свалился с обрыва. Внезапно Али сообщает Лауре, что не ездил в Турцию, а был в больнице, где ему поставили смертельный диагноз: ему осталось жить 2-3 месяца. Он обещает позаботиться о долгах Лауры. Лаура отходит, чтобы предупредить Томаса о том, что их планы отменяются. Позже Али сам подходит к машине и в кустах находит зажигалку Томаса. Он обо всём догадывается и кричит, чтобы Томас вышел. Обозвав Лауру и Томаса свиньями и прогнав их, Али садится в машину и направляет её вниз с обрыва, где машина взрывается.

## В ролях
| Актёр                  | Роль  |
| ---------------------- | ----- |
| Бенно Фюрман           | Томас |
| Нина Хосс              | Лаура |
| Хильми Сёзер           | Али   |
| Андре Хеннике          | Леон  |
| Клаудиа Гайслер-Бадинг |       |
| Мария Грубер           |       |

## Оценки
Роджер Эберт дал фильму положительную оценку, отметив, что Петцольд не снимает «одномерных» триллеров, и его герои могут быть «как умнее нас, так и тупее».